# 漳河
漳河（しょうが、簡体字: 漳河, 拼音: zhāng hé）は、中華人民共和国北部（華北）を流れる河川で、衛河の支流。海河水系に属する。古くは漳水とも。
山西省の東南の山岳地帯に発する、清漳河（せいしょうが）と濁漳河（だくしょうが）の二つの川が合流して漳河となる。清漳河は太行山脈の石灰岩と石英岩の地質を流れており、水中の泥や砂は比較的少なく、水も比較的澄んでいる。一方、濁漳河は黄土高原を流れており、水は泥色を呈している。二つの川は河北省の西南辺にある合漳村で合流し、漳河となる。東へ向かって流れ、河北省邯鄲市と河南省安陽市の境界をなし、館陶で衛河に合流する。全長は466キロメートル、流域面積は18,200平方キロメートル。
戦国時代、西門豹が漳河流域の鄴（ぎょう、現在の河北省臨漳県にあった都市）の知事となった時期、漳河は洪水を起こすかと思えば干上がることもあり農民を苦しめる川であった。流域の農民は災害に苦しみ、娘を川に投げ込み川の神の生贄にする「河伯娶婦」という習わしを行っていた。西門豹はこの悪習をやめさせ、黄河や漳河から運河を引く事業を行い、合計十二の渠（運河）を築いて水田を潤し鄴を豊かにした。これは西門豹渠と呼ばれており中国でも古い時期の大規模灌漑事業である。1960年から1969年にかけて、上流の林県（現在の河南省林州市）では灌漑を行うため、住民らが自力で岩山を貫いて漳河からの引水路（紅旗渠）を築いている。

## 同名の河川
同名の河川・漳河が安徽省にあり、長江の支流になっている。湖北省南漳県にも漳河と称する川がある。